# Cinépop

Logo officiel jusqu'à novembre 2008

Ancien logo de Cinépop (2008-2016)

Cinépop est une chaîne de télévision payante québécoise appartenant à Bell Media, lancée le 1er novembre 2005. Elle diffuse des classiques cinématographiques des années 1950 à aujourd'hui sans pauses publicitaires.

## Histoire
En novembre 2000, Astral Télé Réseaux a obtenu une licence de diffusion auprès du CRTC pour le service Cinémania. La chaîne a été lancée le 1er novembre 2005 sous le nom de Cinépop. Elle est habituellement distribuée avec Super Écran.
Cinépop HD a été lancé le 28 janvier 2011 sur Vidéotron, puis le 12 juillet 2012 sur Bell Télé.
Le 16 mars 2012, Bell Canada (BCE) annonce son intention de faire l'acquisition d'Astral Média, incluant Cinépop, pour 3,38 milliards de dollars. La transaction a été refusée par le CRTC. Bell Canada a alors déposé une nouvelle demande le 4 mars 2013, qui a été approuvée le 27 juin 2013.

## Programmation
Cinépop diffuse seulement des films classiques d'Hollywood, de l'Europe, du Canada et du Québec. Tous ces films comportent du contenu pour divertir les adeptes de films classiques ou populaires contenant des acteurs qui ont marqué l'histoire des années 1950 aux années 2010.